# Трумейкі
Трумейкі (пол. Trumiejki) — село в Польщі, у гміні Прабути Квідзинського повіту Поморського воєводства.
Населення — 420 осіб (2011).
У 1975—1998 роках село належало до Ельблонзького воєводства.

## Демографія
Демографічна структура станом на 31 березня 2011 року:
|          | Загалом | Допрацездатний вік | Працездатний вік | Постпрацездатний вік |
| -------- | ------- | ------------------ | ---------------- | -------------------- |
| Чоловіки | 209     | 81                 | 115              | 13                   |
| Жінки    | 211     | 69                 | 116              | 26                   |
| Разом    | 420     | 150                | 231              | 39                   |